# Alouatta sara
Alouatta sara, comúnmente llamado mono aullador rojo boliviano, coto o manechi colorado es una especie de mamífero primate de la familia Atelidae. endémico de Bolivia.
Habita en los bosques tropicales por debajo de los 1.000 m de altitud, en los departamentos de Beni y Santa Cruz.
Se le ve en parejas y grupos de hasta 12 individuos, en los cuales hay solamente 1 o 2 machos adultos. Normalmente paren una sola cría. Estos monos aulladores comen hojas jóvenes, capullos, flores, frutas, semillas, tallos, vástagos y ramas. Las hojas son la principal fuente de proteínas y las frutas de energía y proteínas.